# エコーベリー
エコーベリー（Echobelly）は、イギリス・ロンドンで結成されたポップ・ロック・バンド。

## 来歴
1992年結成。インド系イギリス人で元キックボクサーという経歴を持つ女性ボーカリストのソニア・マダン、スウェーデン出身の男性ギタリストであるグレン・ヨハンソン、同性愛者で黒人の女性ギタリストであるデビー・スミスなど、多様なメンバーによって構成されていた。
1994年、エピック・レコード傘下のインディー・レーベルと契約し、同年、ファースト・アルバム『エブリワンズ・ガット・ワン』を発表、全英トップテン入りを果たす。1995年発表のセカンド・アルバム『オン』は全英4位とバンド最大のヒットになった。しかし、メンバーの相次ぐ脱退やレーベルの移籍問題に巻き込まれ、また徐々に内省的な音楽性にシフトしていったこともあって、人気は後退。2001年からは自主レーベルのFry Upからアルバムを発表していたが、2004年のアルバム『Gravity Pulls』を最後に活動を停止していた。
しかし2009年からは、ソニアとグレンの2人が新たにカーム・オブ・ゼロ (Calm of Zero)として活動を再開。2015年にはエコーベリーとしてライブを行い、そのまま活動を続けている。

## その他のエピソード
- ソニアは飼い猫に「モリッシー」という名前をつけるほどのモリッシーファンだった。一方のモリッシーもエコーベリーを気に入っていて、モリッシー自らソニアの自宅を訪ねてツアーのオープニングアクトを依頼したことがある。
- マドンナもエコーベリーを気に入っており、自身のレーベルであるマーヴェリック・レコードと契約を結ぼうとしたことがある（『ミュージック・ライフ』1996年2月号より）。

## ディスコグラフィ

### スタジオ・アルバム
- 『エヴリワンズ・ガット・ワン』 - Everyone's Got One (1994年) ※全英8位
- 『オン』 - On (1995年) ※全英4位
- 『ラストラ』 - Lustra (1997年) ※全英47位
- People Are Expensive (2001年)
- Gravity Pulls (2004年)[1]
- Anarchy and Alchemy (2017年)

### コンピレーション・アルバム
- 『ザ・ベスト・オブ・エコーベリー』 - I Can't Imagine the World Without Me (2001年)
- The Best of Echobelly (2008年)
- Black Heart Lullabies (2018年)